# Xã Springfield, Quận Oakland, Michigan
Xã Springfield (tiếng Anh: Springfield Township) là một xã thuộc quận Oakland, tiểu bang Michigan, Hoa Kỳ. Năm 2010, dân số của xã này là 13.940 người.